# Resolución 3236 de la Asamblea General de las Naciones Unidas
La resolución 3236 de la Asamblea General de las Naciones Unidas, adoptada por el 29º período de sesiones de la Asamblea General el 22 de noviembre de 1974. La resolución reconoce "el derecho inalienable de los palestinos a regresar a sus hogares y recuperar sus bienes desde donde quiera que se encuentren desplazados y desarraigados y pide su retorno", reconoce el derecho del pueblo palestino a la autodeterminación, oficializa el contacto de las Naciones Unidas con la Organización de Liberación de Palestina y añade la "cuestión palestina" a la agenda de la ONU.

## Resultados de la votación
El resultado de la votación fue el siguiente: 
- A favor:  Afganistán,  Albania,  Alto Volta,  Arabia Saudita,  Argelia,  Argentina,  Baréin,  Bangladés,  Bielorrusia,  Botsuana,  Bulgaria,  Burma,  Burundi,  Bután,  Camerún,  Catar,  Chad,  China,  República del Congo,  Costa de Marfil,  Cuba,  Chipre,  Checoslovaquia,  Benín,  Egipto,  Emiratos Árabes Unidos,  España,  Etiopía,  Filipinas,  Gabón,  Gambia,  Ghana,  Guinea,  Guinea-Bisáu,  Guinea Ecuatorial,  Guyana,  Hungría,  India,  Indonesia,  Irán,  Irak,  Jamaica,  Jordania,  Kenia,  Kuwait,  Líbano,  Lesoto,  Liberia,  Libia,  Madagascar,  Malasia,  Mali,  Malta,  Marruecos,  Mauritania,  Mauricio,  Mongolia,  Níger,  Nigeria,  Omán,  Pakistán,  Perú,  Polonia,  Portugal,  Yemen del Norte,  República Centroafricana,  Alemania Democrática,  República Jemer,  Ruanda,  Rumania,  Senegal,  Sierra Leona,  Somalia,  Sri Lanka,  Sudán,  Siria,  Tailandia,  Tanzania,  Togo,  Trinidad y Tobago,  Túnez,  Turquía,  Uganda,  Ucrania,  Unión Soviética,  Yugoslavia,  Zaire,  Zambia,  Yemen del Sur.

- En contra:  Bolivia,  Chile,  Costa Rica,  Estados Unidos,  Islandia,  Israel,  Nicaragua,  Noruega.

- Abstenciones :  Alemania Occidental,  Australia,  Austria,  Bahamas,  Barbados,  Bélgica,  Canadá,  Colombia,  Dinamarca,  Ecuador,  El Salvador,  Finlandia,  Fiyi,  Francia,  Granada,  Grecia,  Guatemala,  Haití,  Honduras,  Irlanda,  Italia,  Japón,  Reino de Laos,  Luxemburgo,  Malaui,  México,  Nepal,  Nueva Zelanda,  Países Bajos,  Panamá,  Paraguay,  Singapur,  Reino Unido,  Suazilandia,  Suecia,  Uruguay,  Venezuela.